# Roiville
Roiville és un municipi francès situat al departament de l'Orne i a la regió de Normandia. L'any 2007 tenia 116 habitants.

## Demografia

### Població
El 2007 la població de fet de Roiville era de 116 persones. Hi havia 45 famílies de les quals 8 eren unipersonals (4 homes vivint sols i 4 dones vivint soles), 25 parelles sense fills, 8 parelles amb fills i 4 famílies monoparentals amb fills.
La població ha evolucionat segons el següent gràfic:
Habitants censats

### Habitatges
El 2007 hi havia 78 habitatges, 52 eren l'habitatge principal de la família, 23 eren segones residències i 3 estaven desocupats. Tots els 78 habitatges eren cases. Dels 52 habitatges principals, 39 estaven ocupats pels seus propietaris, 12 estaven llogats i ocupats pels llogaters i 1 estava cedit a títol gratuït; 1 tenia dues cambres, 7 en tenien tres, 15 en tenien quatre i 28 en tenien cinc o més. 47 habitatges disposaven pel capbaix d'una plaça de pàrquing. A 21 habitatges hi havia un automòbil i a 30 n'hi havia dos o més.

### Piràmide de població
La piràmide de població per edats i sexe el 2009 era:
| Homes | Edats   | Dones |
| ----- | ------- | ----- |
| 0     | 95 o +  | 0     |
| 4     | 90 a 94 | 0     |
| 0     | 85 a 89 | 0     |
| 0     | 80 a 84 | 0     |
| 8     | 75 a 79 | 4     |
| 4     | 70 a 74 | 8     |
| 4     | 65 a 69 | 8     |
| 4     | 60 a 64 | 4     |
| 8     | 55 a 59 | 0     |
| 4     | 50 a 54 | 8     |
| 8     | 45 a 49 | 4     |
| 0     | 40 a 44 | 8     |
| 4     | 35 a 39 | 0     |
| 0     | 30 a 34 | 4     |
| 8     | 25 a 29 | 0     |
| 4     | 20 a 24 | 4     |
| 0     | 15 a 19 | 0     |
| 0     | 10 a 14 | 0     |
| 0     | 5 a 9   | 4     |
| 0     | 0 a 4   | 4     |

## Economia
El 2007 la població en edat de treballar era de 88 persones, 64 eren actives i 24 eren inactives. De les 64 persones actives 61 estaven ocupades (34 homes i 27 dones) i 3 estaven aturades (2 homes i 1 dona). De les 24 persones inactives 13 estaven jubilades, 5 estaven estudiant i 6 estaven classificades com a «altres inactius».

### Ingressos
El 2009 a Roiville hi havia 49 unitats fiscals que integraven 125 persones, la mediana anual d'ingressos fiscals per persona era de 15.939 €.

### Activitats econòmiques
Dels 5 establiments que hi havia el 2007, 1 era d'una empresa de construcció, 1 d'una empresa de comerç i reparació d'automòbils, 1 d'una empresa immobiliària, 1 d'una entitat de l'administració pública i 1 d'una empresa classificada com a «altres activitats de serveis».
L'any 2000 a Roiville hi havia 18 explotacions agrícoles que ocupaven un total de 512 hectàrees.

## Poblacions més properes
El següent diagrama mostra les poblacions més properes.